# Brian Fricke
Brian Robert Fricke (19 de novembro de 1981, Albany, Georgia) é um sargento reformado da U.S. Marine Corps, veterano da Guerra do Iraque e ativista dos direitos da comunidade LGBT, desde outubro de 2008 atuando junto a Servicemembers Legal Defense Network  (SLDN).

## Vida
Filho único, Fricke cresceu em Knoxville, Tennessee junto com seus pais em um lar cristão gnóstico. Ele estudou na Christian Academy of Knoxville até o oitavo ano quando foi transferido por seus pais para um programa escolar da igreja local. Saindo de lá apos um ano, ele foi para a Karns High School, graduando-se no ensino médio em 2000. Durante a escola ele participou de diversas modalidades esportivas, tendo se destacado no Futebol, Baseball, Basquetebol e Futebol americano. No ensino fundamental ele participou de um programa de escotismo, tendo no ensino médio feito parte da guarda juvenil de sua cidade. 

## Militar
Fricke se alistou no programa de formação militar ainda na escola, tendo se graduado no programa de treinamento de recrutas em Parris Island, em outubro de 2000, se tornando um aspirante. Após seguir o treinamento de recrutas em Camp Geiger ele partiu para escola militar de aviação Naval Air Station Pensacola.
Após subir de posto, Fricke foi enviado para treinamento em Okinawa, Japão .
Em fevereiro de 2004, Fricke foi enviado para o Iraque junto de sua unidade militar para a segunda etapa das operações militares naquele pais. Ele atuou no Iraque por nove meses e foi promovido a sargento quando retornou aos EUA em setembro daquele mesmo ano.
Sendo Gay, ele decidiu não continuar no serviço militar devido as políticas de Don't Ask Don't Tell  e foi dispensado do exército em 2005. 
Devido a sua experiência com computação, logo após a dispensa Fricke foi contratado novamente pelo governo e mudou-se para Washington, DC.